# Mark Moses

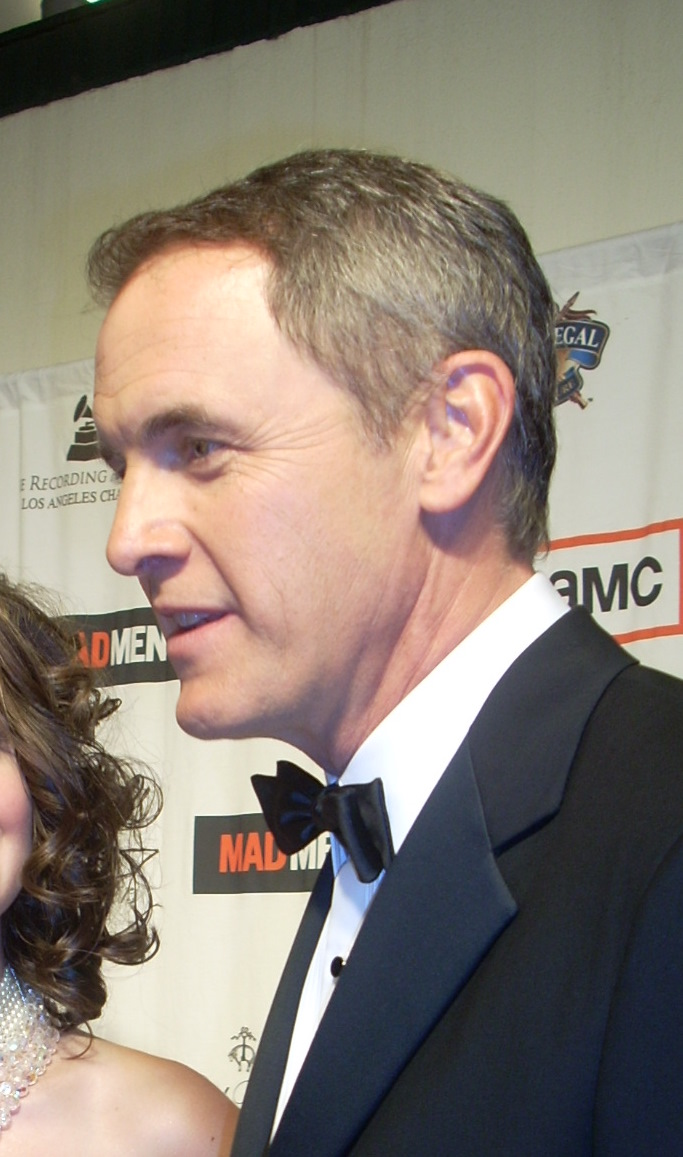
Mark Moses (2008)

Mark W. Moses (* 24. Februar 1958 in New York, NY) ist ein US-amerikanischer Schauspieler. Moses ist vor allem durch seine Rolle des Paul Young in der Erfolgsserie Desperate Housewives und als Herman „Duck“ Phillips in der Dramaserie Mad Men bekannt.

## Biographie
Moses begann seine Karriere im Alter von 27 Jahren, als er 1985 für die Rolle des Generals Ulysses S. Grant in der Miniserie Fackeln im Sturm gecastet wurde. 1986 spielte er im oscarprämierten Kriegsfilm Platoon an der Seite von Charlie Sheen. Danach folgten Gastauftritte in Serien wie Familienbande (1986), Golden Girls (1990) und Party of Five (1995). 1995 bekam er die wiederkehrende Rolle des Matt Parker in Ein Single kommt immer allein, die er bis 1996 spielte.
Seinen Durchbruch schaffte er mit der Rolle des Paul Young in der Serie Desperate Housewives. In den ersten beiden Staffeln und in der siebten Staffel hatte er eine Hauptrolle inne. In der dritten Staffel hatte er drei Gastauftritte. In seiner Laufbahn hat Moses in vielen Filmen mitgespielt, unter anderem in Geboren am 4. Juli, Deep Impact, Roter Drache, Das Schwiegermonster und Big Mama’s Haus 2. Moses ist verheiratet und hat ein Kind.

## Filmografie (Auswahl)
Filme
- 1986: Platoon
- 1987: Der Mann im Hintergrund (Someone to Watch Over Me)
- 1988: Der gnadenlose Jäger (The Tracker)
- 1989: Geboren am 4. Juli (Born on the Fourth of July)
- 1991: Deadly Instinct
- 1991: The Doors
- 1992: Perry Mason und die Kunst des Malens (Perry Mason: The Case of the Fatal Framing)
- 1993: Gettysburg
- 1994: Tödliche Gelüste (A Kiss Goodnight, Fernsehfilm)
- 1997: Total verrückt nach Liebe (Just in Time)
- 1998: Deep Impact
- 1998: Rileys letzte Schlacht (One Man’s Hero)
- 1999: Projekt: Baumhausgeisel (Treehouse Hostage)
- 2001: Race to Space – Mission ins Unbekannte (Race to Space)
- 2002: Roter Drache (Red Dragon)
- 2005: Das Schwiegermonster (Monster-in-Law)
- 2006: Big Mama’s Haus 2 (Big Momma’s House 2)
- 2006: Letters from Iwo Jima
- 2009: Ice Twisters (Fernsehfilm)
- 2009: Carriers
- 2012: Auf der Suche nach einem Freund fürs Ende der Welt (Seeking a Friend for the End of the World)
- 2013: Paranoia – Riskantes Spiel (Paranoia)
- 2014: Cesar Chavez
- 2014: Atlas Shrugged Part III: Who Is John Galt?
- 2016: Fear, Inc.
- 2018: Mapplethorpe
- 2019: Bombshell – Das Ende des Schweigens (Bombshell)
- 2020: Moderne Verführung (Modern Persuasion)
- 2024: Reagan

Serien
- 1985: Fackeln im Sturm (North & South, Episode 1x01)
- 1990: Golden Girls (The Golden Girls, Episode 5x18)
- 1994–1995: Diagnose: Mord (Diagnosis Murder, 2 Episoden)
- 1995–1996: Ein Single kommt immer allein (The Single Guy, 22 Episoden)
- 1999: Ein Hauch von Himmel (Touched by an Angel, Folge 6x03)
- 1999: Star Trek: Raumschiff Voyager (Star Trek: Voyager, Episode 6x06)
- 2000: X-Factor: Das Unfassbare (Beyond Belief: Fact or Fiction, Episode 3x08)
- 2000, 2012: CSI: Den Tätern auf der Spur (CSI: Crime Scene Investigation, 2 Episoden)
- 2001–2002: Ally McBeal (2 Episoden)
- 2003: Eine himmlische Familie (7th Heaven, Episode 8x01)
- 2004–2007, 2010–2011: Desperate Housewives (58 Episoden)
- 2004: Las Vegas (Episode 1x14)
- 2004: Malcolm mittendrin (Malcolm in the Middle, Episode 5x08)
- 2007–2015: Mad Men (22 Episoden)
- 2008, 2017: Law & Order: Special Victims Unit (2 Episoden)
- 2009: Drop Dead Diva (Episode 1x04)
- 2009: Castle (Episode 2x08)
- 2010: Ghost Whisperer – Stimmen aus dem Jenseits (Ghost Whisperer, Episode 5x07)
- 2010: CSI: Miami (Episode 8x22)
- 2011: Covert Affairs (Episode 2x05)
- 2011, 2013: Criminal Minds (2 Episoden)
- 2012: The Killing (9 Episoden)
- 2014: Rake (Episode 1x12)
- 2014: Manhattan (8 Episoden)
- 2014: Homeland (7 Episoden)
- 2015–2018: The Last Ship (17 Episoden)
- 2016: Grey’s Anatomy (Episode 14x11)
- 2016–2017: Incorporated (4 Episoden)
- 2016, 2019: Berlin Station (5 Episoden)
- 2017: Man Seeking Woman (4 Episoden)
- 2017: Salvation (4 Episoden)
- 2020: Deputy – Einsatz Los Angeles (Deputy, 10 Episoden)